# Salmone affumicato
Il salmone affumicato è un alimento ottenuto dalla conservazione del salmone, che viene stagionato e affumicato.
Solitamente sono usati salmoni della specie Salmo salar (Salmone atlantico), ma viene talvolta utilizzato Oncorhynchus masou (salmone giapponese) o altre specie del genere Oncorhynchus.

## Storia
Il salmone affumicato è presente da molto tempo nelle culture dei nativi americani. Il salmone affumicato era anche un piatto comune nella cultura greca e romana nel corso della storia, spesso mangiato in grandi raduni e celebrazioni. Durante il Medioevo, il salmone affumicato divenne parte della dieta delle persone e fu consumato in zuppe e insalate. Il XIX secolo segnò l'ascesa dell'industria del salmone affumicato americano nella costa occidentale, trasformando il salmone del Pacifico dall'Alaska e dall'Oregon.

## Processo di produzione
Salmo salar viene sia allevato in impianti di itticoltura, sia pescato in Canada, Scozia, Irlanda, Norvegia e in piccola parte dalla Francia, mentre Oncorhynchus masou viene pescato nell'Oceano Pacifico.
Dopo averlo pescato, viene eviscerato e viene tolta la testa e può essere affumicato con due metodi:
- Affumicatura a freddo: il salmone viene filettato e messo sotto sale con una piccola aggiunta di zucchero e messo in contenitori lignei, poi viene affumicato per 12 ore con temperatura non superiore a 20 °C.
- Affumicatura a caldo: il salmone viene filettato e messo sotto sale e affumicato con legno di betulla a una temperatura di 120 °C nei primi venti minuti, poi a 80 °C per tre ore. La temperatura interna del salmone non deve andare oltre 75 °C.

## Consumo
In Italia nel solo 2007 sono state vendute circa 450 tonnellate di salmone affumicato.

## Rischi per la salute
Tuttora ci si interroga se il processo di affumicatura possa essere rischioso per la salute; ad oggi è stato comunque provato che alcune nitrosammine e idrocarburi policiclici aromatici possono avere effetti cancerogeni, ma il rischio è presente solo nel caso di consumo costante di cibi affumicati.

## Valori nutrizionali
I valori nutrizionali si riferiscono a 100 g di prodotto:
| Valore energetico | Proteine | Carboidrati | Fibre | Zuccheri | Grassi | Acqua | Ceneri |
| ----------------- | -------- | ----------- | ----- | -------- | ------ | ----- | ------ |
| kcal 117 KJ 490   | 18,28 g  | 0 g         | 0 g   | 0 g      | 4,32 g | 72 g  | 2,62 g |